# أرميا العمشيتي
البطريرك أرميا العمشيتي (? - 1230) هو ناسك وبطريرك على الكنيسة المارونية الكاثوليكية. هو عبد الله خيرالله عبيد ولد في عمشيت وهي بلدة من فضاء جبيل في لبنان في القرن الثاني عشر.  توفي عام 1230. عرف بتقواه وقد كتب عنه المؤرخ العلامة أسطفان الدويهي.